# Yu-Gi-Oh! 5D's
Es una entrega de las series anime de Yu-Gi-Oh!, sucesora de Yu-Gi-Oh! GX y antecesora de Yu-Gi-Oh! Zexal.
La serie se desarrolla varias décadas después del manga original que protagoniza Yugi Muto. El nuevo protagonista se llama Yusei Fudo y conduce una especie de motocicleta roja, la cual se denomina D-Wheel.
La primera temporada se desarrolla por el deseo de Yusei de recuperar su Dragón de Polvo de Estrellas (Stardust Dragon) que su antiguo compañero Jack Atlas, autodenominado "el Rey", le había robado. Sin embargo, Yusei debe escapar de Satélite, una zona de pobreza extrema. Después de lograr su escape, Yusei es detenido debido a que es considerado un delito salir de Satélite para llegar a la Ciudad Neo Domino.
Yusei es forzado por Rex Goodwin a entrar en un torneo llamado la Copa de la Fortuna, ya que al no hacerlo podría poner en riesgo la vida de sus viejos amigos en Satélite. Además, esto le permitiría encarar a Jack Atlas. Otros personajes principales son unos mellizos llamados Rua y Ruka (Leo y Luna en el doblaje internacional), quienes ayudan a Yūsei Fudō para que se pueda escapar de los encargados de la seguridad de la Ciudad Neo Domino.
Durante este tiempo conoce a una mujer misteriosa llamada Aki Izayoi (Akiza Izinski en la versión internacional), quien es conocida en como "La Bruja de la Rosa Negra", debido a que puede causar daño real al adversario durante los combates.
Se descubre finalmente que Ruka, Aki, Jack y Yusei comparten un destino relacionado con las Líneas de Nazca y que Rex Goodwin tenía planeado reunirles para revivir al Dragón Carmesí.
La serie empezó a ser emitida para Hispanoamérica por el canal de televisión de paga ZAZ, el 8 de mayo de 2009 hasta el 3 de marzo de 2011 [cita requerida] y para Chile a contar del 2 de agosto de 2010 por el canal de paga Etc...TV.
En 2011 fue emitida en México por Cadena Tres.
En marzo de 2013 inicia a transmitirse en Argentina por el canal Telefe mediante el bloque ZTV
En abril de 2018, el canal ¡Sorpresa! empezó a transmitir la serie en los Estados Unidos para la audiencia hispana.
En 2019 la serie se transmite por el canal Citytv Colombia, en la ciudad de Bogotá.

## Argumento

### Primera temporada: Satélite
La serie inicia mostrando un gran estadio similar a los de carreras de automóviles. Allí se celebra un duelo en el que aparece Jack Atlas y simultáneamente muestran a Yusei recorriendo Satélite en su D-Wheel. Cuando Jack gana el duelo, se declara a sí mismo con orgullo "el rey invencible". Yusei llega a una especie de hogar en el metro abandonado en el cual viven cuatro amigos de Yusei que llaman al lugar su guarida mientras Yusei allí repara su D-Wheel. La menor de los compañeros de Yusei, Rally, le da una sección de motor que dice haber encontrado en la basura, pero otro del grupo, Tank, le pregunta de dónde lo robó y antes de contestar suena la sirena y la policía del lugar, llamada Seguridad, rodea el lugar. Yusei distrae a Seguridad para que los otros escaparan y entra en duelo con un oficial de seguridad llamado Tetsu Ushio. Tras un largo duelo por el muelle en las D-Wheel y revelando el Deck de Sincronía de Yusei, este derrota a Ushio y escapa. Con la llegada del amanecer va a una autopista elevada en Satélite y recuerda aún más del pasado, cuando dos años atrás Jack estaba dentro del grupo de Yusei y en una batalla este derrota a Yusei y le dice que la fuerza de un duelista viene de adentro, dejando la duda (más tarde se revela) de cómo Jack llegó a Neo Domino. Yusei planea un viaje a Neo Domino usando las alcantarillas que envían la basura de Neo Domino a Satélite. Durante la única hora que se abrían para limpiarlas en el mes, Yusei la atraviesa con la D-Wheel siendo interceptado por Ushio nuevamente. Yusei lo derrota con ayuda de la carta que le dio Rally y logra entrar a Neo Domino antes de que se cierre.

#### La llegada a Neo Domino
Cuando Yusei llega a Neo Domino, Jack estaba esperándolo en la salida del túnel. Jack le pregunta para qué vino y Yusei le dice que vino para recuperar la carta que Jack le robó. Jack se mofa de que no la necesita y se la lanza, pero Yusei se la lanza a él y le dice que mejor peleará por ella en un duelo. Jack guía a Yusei al estadio donde lucharán y comienza un duro duelo entre ellos donde llegará un momento de tanta adrenalina que se inicia entre ambos una verdadera tormenta y los ojos de ambos se enrojecen. Mientras los dragones de cada uno luchan entre sí, unas marcas rojas surgen en los brazos de cada uno y de entre las nubes aparece el Dragón Carmesí que sube al cielo y extiende las alas. Entonces se produce una explosión en la que ambos salen volando de sus D-Wheels. Ambos aturdidos y casi inconscientes se miran y observan las marcas rojas en el brazo del otro. En ese momento llega Seguridad y arresta a Yusei. Este es llevado ante un juzgado en el que automáticamente lo declaran culpable de destruir el estadio e invadir Neo Domino y lo "marcan", es decir, le colocan una especie de tatuaje amarillo que lo identifica como criminal proveniente de Satélite. La D-Wheel y el Deck de Yusei son confiscados y él es desplazado a una prisión donde conoce a un anciano llamado Yasagi, el cual le dice que esa prisión es mejor que varias en las que había estado ya que al parecer no tiene hogar donde estar, el de la prisión es gratuita. Lentamente Yusei se hace amigo de Yasagi y le cuenta lo que sucedió en el estadio. Yasagi le dice que conoce la leyenda del "Dragón Escarlata" pero no esperaba verlo nunca. Yasagi le cuenta la leyenda de los "Signos", cinco guerreros que tenían marcas de partes del Dragón Escarlata y cada uno poseía un dragón que, se decía, que cuando dos dragones de los cinco se enfrentaran, o los cinco signos juntos lo llamaran, el Dragón Escarlata aparecería. Mientras tanto, el jefe de la Junta de Mantenimiento de Seguridad, Goodwin, le muestra a Jack la misma historia en un gran holograma donde le dice que el Dragón Carmesí provenía del "Pueblo del Cielo" (posiblemente el imperio inca) y que allí nacieron los primeros Signos. Goodwin le revela que Jack es un Signo al igual que Yusei. 
Mientras Yusei y Yasagi pasan por el campo de duelo de la prisión ven a un hombre llamado Himuro, el cual fue en el pasado un duelista profesional, y desafía a Yasagi, el cual acepta alardeando de su Deck basado en "los misterios del mundo" es decir, en objetos inexplicables u "OOParts". Himuro lo desprecia y lo derrota, pues al parecer, Yasagi no tiene el Deck para luchar sino porque le encantan esas cartas. De hecho, Yasagi no sabía ni siquiera cuáles eran los efectos de sus cartas. Himuro lo derrota y se burla de él y de sus cartas llamándolas "basura". Yusei se molesta pues él cree que en el mundo nada ni nadie es innecesario y le pide el Deck prestado a Yasagi para tener un duelo con Himuro. Yusei derrota a Himuro usando el mismo mazo que usó Yasagi demostrándole que ese mazo era tan digno como cualquier otro. Himuro acepta la derrota y traba amistad con Yusei y Yasagi. De acuerdo al análisis del video del duelo, Goodwin cree que Yusei es uno de los Signos elegidos por las estrellas y lo convence de hacerle unas pruebas para determinar si su teoría era cierta. Yusei se entera de que uno de sus compañeros de celda va a planear una fuga teniendo amigos esperándolo fuera para huir. Yusei le pregunta si planea una fuga masiva, a lo que él dice que no, puesto que no tienen forma de transportar tanta gente. Yusei le dice que si abandonaba a un amigo no podría ser verdaderamente libre pero que de todas formas lo iba a ayudar. Debido a que el carcelero intentara provocar a Yusei y de torturar a Yasagi y a Himuro, tiene un duelo contra Yusei. Yusei, sin Deck, recibe ayuda de todos los presos formando uno con la carta más preciada de cada uno. El duelo estaba lleno de trampas, ya que el carcelero hizo que pelearan con Discos de Duelo especiales, pues cuando un jugador perdiera Life Points recibiría una descarga eléctrica. Sin embargo, el carcelero se aseguró que su Disco de Duelo no tuviera ese sistema encendido para que Yusei sufriera y él no. Justo cuando el compañero de Yusei estaba a punto de fugarse, recordó lo que Yusei le había dicho anteriormente y decidió volver y ayudar a Yusei causando un cortocircuito para que el carcelero también recibiera daños por su Disco de Duelos y que no pudiera escapar del duelo. Sabiendo que lo espiaban, Yusei esconde una de las cartas de su mano bajo su manga y cambia el orden de las cartas que tenía en el Campo, con lo cual logró derrotar al carcelero que iba a incumplir su promesa y encerrar de nuevo a Yusei, pues si Yusei ganaba el duelo iba a ser liberado. Goodwin aparece para obligarlo a liberar a Yusei y, además, despedir al carcelero. Yusei queda en libertad. Yasagi y Himuro le prometen que en cuanto sean libres irán a reunirse con él. Antes de que Yusei se fuera, Himuro le dice que si quería recuperar su D-Wheel y su Deck fuera a ver a un hombre llamado Saiga.

#### Huyendo de Seguridad
Yusei busca a Saiga en una cantina llamada Bootleg, donde le muestra al cantinero la carta que Himuro le dio y tras beber un trago de leche (originalmente en el manga lo que bebe es un whiskey) logra hallar a Saiga tras haber sido atacado por los miembros de Seguridad.
Yusei llega al departamento de Saiga donde este empieza a buscar la localización de la D-Wheel de Yusei con su laptop y un sistema radar. Yusei observa una foto en la que se muestra a Saiga con otra persona sosteniendo un trofeo de un torneo de D-Wheel.
Saiga le cuenta a Yusei que él antes participaba en las ligas menores haciendo Riding Duels en equipo y que la otra persona era su compañero de equipo y su mejor amigo. Yusei le pregunta cuál era la carta que tenía en la mano su amigo. Saiga le dijo que no lo llamara así, porque ellos ya no eran amigos. Saiga le dice que le habían dado la posibilidad de subir de liga, pero solo, sin su compañero, y cada vez que él intentaba cortar el lazo, su compañero lo reforzaba con la esperanza de que subieran juntos de liga, y un día en un torneo un accidente hizo que se separarase la D-Wheel del asiento compartido donde iba el compañero y estuvieran a punto de chocar contra un tanque de combustible. Saiga se salvó, luego, su compañero pone su vida en riesgo de nuevo por recuperar la carta favorita tanto suya como de Saiga: "Francotirador de Maquinaria", pues esa carta era la prueba de la amistad de los dos. Saiga le dice entonces a Yusei que, para él, la palabra amigo no significa nada y Yusei no lo contradice porque siente que no tiene por qué convencer a Saiga teniendo él su propia opinión.
Saiga le dice a Yusei la localización del almacén y Yusei se lo agradece y se retira. Yusei accede al almacén donde se hallaba su D-Wheel y su Deck y tras golpear a unos guardias, logra entrar en su D-Wheel y recupera su Deck. Sin embargo, Ushio (el oficial de Seguridad al que Yusei enfrentó antes) va tras él. Tras un Riding Duel dentro del almacén, se aparecen en su camino guardias de seguridad y antes de que la D-Wheel perdiera el control por los choques, llega Saiga en su D-Wheel y le despeja el camino a Yusei diciendo que aunque aún no cree en la palabra amigo, tiene curiosidad de ver a dónde lleva a Yusei esa idea. Yusei escapa pero casi inconsciente y su D-Wheel choca contra un edificio en la zona alta de la ciudad conocida como "La Cumbre".
En la cumbre es encontrado por un par de niños mellizos, Rua y Ruka, los cuales escucharon el choque de la D-Wheel y lo llevan a su casa en el piso más alto del edificio y lo cuidan hasta que despierta. En la casa de los niños, Rua y Ruka le cuentan dónde está. Yusei había perdido la memoria y que su D-Wheel se encontraba en el vestíbulo sin nada que parezca irreparable. Yusei se lo agradece y les pregunta dónde están sus padres. Ruka le contesta que sus padres siempre viajan por negocios y nunca están en la casa. Rua, al ver que Yusei tenía un Deck y su propio Disco de Duelo, reta a Yusei a un duelo ya que estaba aburrido de jugar siempre con su hermana Ruka. Yusei acepta después de que Rua insistoese mucho y luchan en el patio. Así, tras un duelo en el cual Rua muestra un Deck Morfotrónico (máquinas cotidianas que se transforman) Yusei lo derrota aprovechando el error de que Rua se basaba en una combimación de cartas. Rua es derrotado por Yusei y este admite la derrota como un niño pequeño según las palabras de su hermana. Esa misma noche, Yusei se retira mientras Rua y Ruka duermen, no sin antes modificar y reparar los discos de Rua y Ruka que presentaban varios errores en agradecimiento de que le ayudaran mientras estaba inconsciente. Al salir de ahí, empieza a moverse por Neo Domino y Ushio se le aparece pero antes de que inicie un duelo llega el asistente de Goodwin, Lazar, el cual lo estaba esperando con una invitación a la Copa de la Fortuna, un torneo amateur al que se invitaban a varios duelistas. Yusei no puede rechazar la invitación, porque de hacerlo, sus amigos correrían grave peligro.

#### La Bruja de la Rosa Negra
Yusei se encuentra con Himuro y Yanagi en el refugio de Saiga. Himuro reta a Yusei a un duelo con su propio Deck, pero a punto de empezar llega Jack Atlas en su D-Wheel para devolverle la carta del Dragón de Polvo de Estrellas a Yusei diciéndole que lo derrotará en el torneo.
Más tarde, Saiga se ofrece a buscar a los amigos de Yusei a Satélite mientas este lucha en la Copa. Así que Yusei, Tanner, Yanagi y Blíster se dirigen al área Diamond (una zona donde residen todos los delincuentes de Neo Domino que no quieren ir a Satélite). Casualmente se encuentran con Rua y su amigo Dexter, los cuales fueron a retar a una duelista conocida como la Bruja de la Rosa Negra, la cual se dice, tenía el poder de dañar a sus adversarios realmente durante un duelo.
El signo de Yusei se encendió de forma inesperada al aparecer la bruja, la cual al ver la marca en su brazo, grita: "¡Marca miserable!" y desapareció dejando un rastro de destrucción.

#### La Copa de la Fortuna
Mientras Saiga partía rumbo a Satélite, Yusei empezaba su participación en la Copa donde Rua también competiría en lugar de su hermana, Ruka. Así que se vistió y arregló como ella.
En la Copa participaron ocho duelistas: Yusei, Ruka, Greiger, Commander Koda (el analista), Mukuro Enjo, el Prof. Frank, Giles de Randsborg y Aki Izayoi, los cuales competrían por un Duelo por el título de rey contra Jack Atlas. Pero la intención real de Goodwin era de encontrar a los Signos y reunirlos en la ciudad.
Yusei elimina en primer lugar a Mukuro Enjo, el duelista que enfrentó a Jack en el primer episodio de la serie. Rua es vencido por Bommer y Aki derrota a Randsborg.
En la segunda ronda, Yusei enfrenta a Bommer, el cual le dice que no confíe en Goodwin ya que este es el responsable de la destrucción de su aldea. Tras ser derrotado, Bommer intenta matar a Goodwin con su D-Wheel pero Yusei se lo impide diciéndole que matarlo sólo lo convertirá en algo peor que el mismo Goodwin.
Aki vence al Prof. Frank en un duelo donde Divine, su mentor y líder de la Secta Arcadia, obliga a usar sus poderes psíquicos para ganar.
Mientras eso sucedía, Seguridad descubre que Ruka y Rua son mellizos y obligan a Ruka a enfrentar a Commander Koda, quien revela sus poderes terminando el duelo en empate.
Aki y Yusei llegan a la final. Durante el duelo, Yusei trata de ayudar a Aki, la cual no controla sus poderes psíquicos y le causa mucho daño a Yusei. Con la ayuda del Dragón de Polvo de Estrellas, Yusei derrota a Aki, la cual es llevada a las instalaciones de Arcadia.
Yusei enfrenta a Jack Atlas en la final de la Copa Fortuna teniendo un duelo largo y emocionante. De pronto apareció el Dragón Escarlata, el cual llevó a Yusei, Jack, Aki y Ruka a Nazca, donde Yusei vence a Jack con su Dragón de Polvo de Estrellas convirtiéndose en el nuevo Rey.

### Segunda temporada: Reversa Cero
La segunda temporada comienza en el estadio de duelo de Neo Domino donde la prensa abruma al nuevo Rey de los Duelos Yusei Fudo con entrevistas así que se ve obligado a huir, dejando con dudas a todos, en especial a una reportera llamada Carly Nagisa.
Esa noche, Yusei despertó alarmado porque la marca de su brazo empezó a brillar. Se asomó a la ventana y vio a un misterioso hombre con una marca en el brazo al igual que los Signos.
Yusei lo siguió hasta un estacionamiento donde se enfrentó al misterioso hombre que se reveló como un Dark Signer/Signo Oscuro, el cual usó una manera para Invocar monstruos que Yusei nunca había visto, la Sincronía Oscura, con la que Invocó al monstruo Fitzgerald Congelado.
Mientras peleaban, Carly los había estado observando, tratando de obtener información de Yusei, pero casi muere aplastada cuando Yusei derrota al extraño, el cual no recuerda nada de lo sucedido, pero le dice que Satélite corre grave riesgo. Más tarde, un Jack hospitalizado después del duelo con Yusei ha de enfrentar a Ushio poseído y logra vencerlo con la ayuda de Carl., Ushio tampoco recuerda nada tras ser derrotado. Después aparece Crow con su estrategia "Alanegra".
También aparece Kiryu, solo que del lado de los signos oscuros, y derrota a Yusei con el monstruo Inmortal Terrestre Ccapac Apu. Después Carly se inflirtara en la sede del Movimiento Arcadia y se ve obligada por Divine a pelar contra él, y este le gana con su baraja psíquica, y cuando Carly cae del edificio y parecía que iba a morir, es poseída por los signos oscuros, y vuelve a retar a Divine y esta vez Carly le gana usando a Inmortal Terrestre Aslla piscu. Al mismo tiempo, otro signo oscuro, Misty, reta a Aki y usa a Inmortal Terrestre Ccarayhua, solo que como estaban peleando en la sede del Movimiento Arcadia, el mismo lugar donde estaba Carly, el edificio es destruido y el duelo se pospone, no sin antes jurar Misty que vengaría la desaparición de su hermano por culpa de Aki. Aki, inconsciente, amanece en un hospital y entonces llega su padre, pero Aki lo rechaza y entonces este pide ayuda a Yusei para convencerla de que lo perdone. Aki pelea contra Yusei al pensar que este estaba aliado con su padre y también la consideraba un monstruo, pero Yusei logra convencerla y entonces perdona a su padre, y Yusei gana el duelo. Después de este suceso, Aki acompaña a Yusei, Jack, Ruka y Rua, quienes son invitados por Rex Goodwin para combatir a los signos oscuros. Yusei le hace prometer a Goodwin que si derrotan a los signos oscuros, se reconstruirá el puente que conecta a Satélite con Neo Domino.
Después Yusei se enfrenta a Rudger, que aparece en el exterior de la casa de Martha, quien tiene la marca de la araña. Yusei parecía ganar, pero Rudger juega sucio y pone a pelear a Rally, quien no lo piensa dos veces y destruye a Inmortal Terrestre Uru, pese a saber que si pierde, morirá. Yusei se enfada y jura que derrotará a todos los signos oscuros para que la gente que murió, regrese.
Rua enfrenta a Demak (quien posee la marca del mono) y Ruka viaja al mundo de los espíritus para liberar a Hada Dragón Antiguo, el cual al final ayuda a derrotar a Inmortal Terrestre Cusillu. Luego aparece Bommer con la marca de la ballena, pero descubre que los signos oscuros se llevaron a su familia, y no Rex Goodwin. Crow lo derrota. Después llega la revancha de Kiryu vs Yusei, solo que esta vez Yusei gana el duelo. Yusei vuelve a enfrentar a Rudger, quien le cuenta la historia de su padre y el viejo Momentum. Yusei gana. Jack Atlas vence a Carly, y Aki vence a Misty, en duelos donde los signos oscuros se rehúsan a seguir peleando, y entonces son poseídos. Lo extraño es el regreso de Divine, quien revela que él mató al hermano de Misty, y ella entonces usa a su Inmortal Terrestre para asesinarlo (aunque al perder Misty, no se sabe si Divine regresará). Después, Rex Goodwin se ambiciona por tener el poder de un dios e Invoca al Rey del Inframundo y se enfrenta a Yusei, Jack y Crow. Goodwin Invoca al inmortal terrestre Wiraqocha Rasca que elimina a Jack y Crow. Yusei da una charla sobre la amistad e Invoca al Dragón Estelar Majestuoso que destruye a Wiraqocha Rasca. Al final Goodwin se arrepiente y reconoce que tomó una mala decisión y muere. Reviven Misty, Kiryu, Carly, y Bommer. El puente que conecta Satélite con Neo Domino finalmente es construido.

## Invocación de Sincronía
Es una novedad que permite Invocar Monstruos de Sincronía desde el Deck Extra. Consiste en Sacrificar un monstruo "Cantante" y uno o más que no lo sean (depende del Monstruo de Sincronía) y que sumados sus Niveles, el total sea equivalente al Nivel del Monstruo de Sincronía. En algunos casos, para Invocar un Monstruo de Sincronía es necesario tener algún Cantante específico.
Ejemplo:
Guerrero de la Velocidad (Nivel 2) + Sincronizador de Basura (Nivel 3, Cantante) = Guerrero de Basura (Nivel 5, Monstruo de Sincronía)

### Invocación de Sincronía Oscura
Más avanzada la serie, se revela la Invocación de Sincronía Oscura en un duelo entre Yusei y un Sirviente de los Dark Signers/Portadores Oscuros. A diferencia de la Invocación Sincronizada, la Oscura Invoca a un Monstruo de Sincronía de Nivel negativo. Esto ocurre Sincronizando un monstruo Cantante Oscuro con un monstruo común, de manera que el Nivel del monstruo Cantante Oscuro es restado del Nivel del monstruo no Cantante.
Ejemplo:
Lagarto Ventisca (Nivel 3) - Cantante Oscuro Catástrofe (Nivel 8- Cantante Oscuro) = Fitzgerald Congelado (Nivel 5- Monstruo de Sincronía Oscura)

### Sincronia Acelerada
Apareciendo en la tercera temporada, se presenta una nueva versión de la Invocación de Sincronia, llamada en su versión original Accel Synchro. Accel Synchro se realiza mediante una Invocación de Sincronía, cuyos Materiales de Sincronía son un Monstruo de Sincronía y otro Monstruo de Sincronía/Cantante.
Ejemplo:
Dragón de Polvo de Estrellas (Nivel 8) + Sincrón Fórmula (Nivel 2 Sincronía/Cantante) = Dragón de la Estrella Fugaz (Nivel 10)
Este tipo de Sincronía se puede realizar durante la Main Phase del adversario, dado el hecho de que los dos únicos Monstruos de Sincronía Cantantes (Sincrón Fórmula (nivel 2) y Maga Maravillosa (Nivel 5)) tienen un efecto, el cual les permite realizar dicha Invocación de Sincronía durante la Main Phase del adversario utilizándolos como Monstruos Materiales de Sincronía. Hasta el momento solo existen dos monstruos Accel Synchro (Dragón de la Estrella Fugaz y T.G. Maestro de la Espada).
Los monstruos Accel Synchro aparecieron en el anime porque Yusei buscaba la forma de derrotar a Yliaster y Vizor (Dark Glass en la versión original) le enseñó a Yusei la técnica "Clear Mind" con la cual es posible Invocar a estos monstruos.

### Doble Afinación
Doble Afinación es una técnica de Invocación de Sincronía distinta a la convencional. Se realiza utilizando dos Monstruos Cantantes. Tal como Yusei utiliza la técnica "Clear Mind" para realizar un Accel Synchro, Jack Atlas utiliza la técnica "Burning Soul" para realizar una Doble Afinación. Esta técnica es exclusiva del anime, ya que en realidad es solo una Invocación de Sincronía. Los únicos monstruos con esta peculiaridad son Dragon de Nova Roja y Vylon Omega.
Ejemplo:
Dragón Rojo Archidemonio (Nivel 8) + Vencedor de Ataque (Cantante Nivel 1) + Resonador de la Creación (Cantante Nivel 3) = Dragón de Nova Roja (Nivel 12)

### Emperador Máquina
Haciendo su debut durante el 1.er capítulo de la tercera temporada, los Emperadores Máquinas son cartas de una clase especial que están compuestas por cinco cartas diferentes en las cuales están Top/Cabeza, Attack/Ataque, Guard/Guarda, Carrier/Portador y el Emperador Máquina. Se dividen en tres clases los Emperadores, Wisel, Skiel, Grannel. Estos monstruos son exclusivos del anime y algiunos videojuegos, ya que en realidad son Cartas de Monstruo. No están divididas en cinco partes, pero sus efectos anti-Sincronía se mantienen. Son los monstruos principales de los antagonistas de la tercera temporada de Yu Gi Oh! 5D's.

### Limit Over Accel Synchro
Hace su aparición en el episodio 150 de la serie Yu-Gi-Oh! 5D's. Es resultado de la técnica de Yusei "Over Top Clear Mind". Es una Invocación de Sincronía que requiere como mínimo un Monstruo de Sincronía Cantante y dos o más Monstruos de Sincronía no cantantes. Los únicos monstruos conocidos Invocados por esta técnica son "Dragón del Quásar Fugaz" y "T.G. Cañón Alabarda".
Ejemplo:
En el anime
Dragón Rojo Archidemonio (Nivel 1) + Dragón Hada Antiguo (Nivel 1) + Dragón de la Rosa Negra (Nivel 1) + Dragón de Alas Negras (Nivel 1) + Dragón del Flujo de la Vida (Nivel 8) = Dragón del Cuásar Fugaz (Nivel 12).
En realidad
Sincrón Fórmula (Nivel 2) + Guerrero de la Basura (Nivel 5) + T.G. Híper Bibliotecario (Nivel 5) = Dragón del Cuásar Fugaz (Nivel 12)

## Películas
Yu-Gi-Oh! La Película 3D Lazos Más Allá del Tiempo
Yu-Gi-Oh! La Película 3D Lazos Más Allá del Tiempo, en japonés (１０ｔｈアニバーサリー 劇場版 遊☆戯☆王 ～超融合!時空を越えた絆～) es una película en 3D estrenada el 23 de enero de 2010 en Japón para celebrar el 10° aniversario de la primera serie de NAS (en comparación con el aniversario de la manga). Ofreció una historia original con la participación de Yugi Muto de Yu-Gi-Oh!, Jaden Yuki (Judai Yuki) de Yu-Gi-Oh! GX y Yusei Fudo de Yu-Gi-Oh! 5D's, luchando contra un nuevo enemigo llamado Paradox (Paradoja).
- Japonés: 遊☆戯☆王3D ～超融合!時空を越えた絆～ 23.1.2010
- Español: Yu-Gi-Oh! La Película 3D Lazos Más Allá del Tiempo 2011
- Chino: 游戏王3D-超融合！跨越时空的羁绊 2011
- Inglés: Yu-Gi-Oh! The Movie 3D: Bonds Beyond Time 2011

## Episodios de Yu-Gi-Oh! 5D's
Listado original y completo de los episodios:

## Episodios Hispanoamérica

### Primera temporada
1. "¡En sus Marcas! - ¡Listos! - ¡¡¡Duelo!!!"
2. "Bichos Repelentes"
3. "Sueños de Tubería"
4. "Recuerdos del Pasado - 1.ª Parte"
5. "Recuerdos del Pasado - 2.ª Parte"
6. "La Instalación - 1.ª Parte"
7. "La Instalación - 2.ª Parte"
8. "¡Enciéndelo!"
9. "Duelo en Confinamiento - 1.ª Parte"
10. "Duelo en Confinamiento - 2.ª Parte"
11. "La Recuperación - 1.ª Parte"
12. "La Recuperación - 2.ª Parte"
13. "Un Duelo para Recordar"
14. "La Rosa Negra"
15. "Bienvenido a la Copa de la Fortuna"
16. "La Batalla con la Rosa Negra"
17. "Sorpresa - Sorpresa"
18. "Regreso al Mundo de los Espíritus - 1.ª Parte"
19. "Regreso al Mundo de los Espíritus - 2.ª Parte"
20. "Segunda ronda de Encuentros, 1.ª parte"
21. "Segunda ronda de Encuentros, 2.ª parte"
22. "El criminológo
23. "Duelo de Dragones - 1.ª Parte"
24. "Duelo de Dragones - 2.ª Parte"
25. "Final de la Copa de la Fortuna - 1.ª Parte "
26. "Final de la Copa de la Fortuna - 2.ª Parte "

### Segunda temporada
27 "Red de engaños - 1.ª Parte "
28 "Red de engaños - 2.ª Parte "
29 "Policía Bueno, Policía Malo"
30 "Luchar o Volar"
31 "El Duelo del Rencuentro"
32 "Señales Oscuras - 1.ª Parte "
33 "Señales Oscuras - 2.ª Parte "
34 "Señales Oscuras - 3.ª Parte "
35 "Señales Oscuras - 4.ª Parte "
36 "Sacudida Super Sensorial"
37 "Excavando en lo profundo - 1.ª Parte "
38 "Excavando en lo profundo - 2.ª Parte "
39 "Excavando en lo profundo - 3.ª Parte "
40 "Furia de Dragones - 1.ª Parte "
41 "Furia de Dragones - 2.ª Parte "
42 "La Señal de los Tiempos"
43 "Seguramente es una broma - 1.ª Parte "
44 "Seguramente es una broma - 2.ª Parte "
45 "La Marca de la Araña - 1.ª Parte "
46 "La Marca de la Araña - 2.ª Parte "
47 "La Marca del Mono - 1.ª Parte "
48 "La Marca del Mono - 2.ª Parte "
49 "La Marca del Mono - 3.ª Parte "
50 "La Marca del Mono - 4.ª Parte "
51 "La Marca de la Ballena - 1.ª Parte "
52 "La Marca de la Ballena - 2.ª Parte "
53 "La Marca de la Ballena - 3.ª Parte "
54 "Una Cuenta que Saldar - 1.ª Parte "
55 "Una Cuenta que Saldar - 2.ª Parte "
56 "El Deber del Destino - 1.ª Parte "
57 "El Deber del Destino - 2.ª Parte "
58 "Sombras de Duda - 1.ª Parte "
59 "Sombras de Duda - 2.ª Parte "
60 "Verdad y Consecuencias - 1.ª Parte "
61 "Verdad y Consecuencias - 2.ª Parte "
62 "Señales de Perdición - 1.ª Parte "
63 "Señales de Perdición - 2.ª Parte "
64 "Señales de Perdición - 3.ª Parte "

### Tercera temporada
65 "Una Nueva Amenaza - 1.ª Parte"
66 "Una Nueva Amenaza - 2.ª Parte"
67 "Lecciones Aprendidas"
68 "Charla de Basura"
69 "Un Duelo con Interés"
70 "El Espíritu Malvado"
71 "Toque Francés - 1.ª Parte"
72 "Toque Francés - 2.ª Parte"
73 "Estrechez Sincrónica"
74 "Aceleración"
75 "Syd es Vicioso"
76 "Amacecer de la Tabla de Duelos - 1.ª Parte"
77 "Amanecer de la Tabla de Duelos - 2.ª Parte"
78 "Poniendo Todo Junto"
79 "Un Mundo por Descubrir"

## Personajes (doblaje Japón e Hispanoamérica)
| Nombres de los personajes | Nombres alternos (versión 4Kids) | Seiyū              | Actor de doblaje para Hispanoamérica |
| ------------------------- | -------------------------------- | ------------------ | ------------------------------------ |
| Yusei Fudo                | Yusei Fudo                       | Yuya Miyashita     | Sebastián Saldarriaga                |
| Jack Atlas                | Jack Atlas                       | Takanori Hoshino   | Camilo Andrés Rodríguez              |
| Crow Hogan                | Cuervo Hogan                     | Shintaro Asanuma   |                                      |
| Aki Izayoi                | Akiza Izinski                    | Ayumi Kinoshita    | Renata Vargas                        |
| Ruka                      | Luna                             | Yuka Terasaki      | Diana Carolina Suárez                |
| Rua                       | Leo                              | Ai Horanai         | Javier Rodríguez Castellanos         |
| Rex Goodwin               | Rex Goodwin                      | Shinya Kote        | Julio Cesar Mora                     |
| Tetsu Ushio               | Tetsu Trudge                     | Kouji Ochiai       | Fernando Manrique                    |
| Rally Dawson              | Rally Dawson                     | Mika Itou          | Klaudia-Kotte                        |
| Nerve                     | Blitz                            | Kensuke Fujita     | Giovanni Cruz                        |
| Blitz                     | Nervin                           | Takahiro Hirano    | Jorge Castellanos                    |
| Taka                      | Tank                             | Tomohiro Oumura    | Mario Gutiérrez Marin                |
| Mikage Sagiri             | Mina Simington                   | Aiko Aihashi       | Shirley Marulanda                    |
| Yeager                    | Lazar                            | Tetsuya Yanagihara | Eleazar Osorio                       |
| Akutsu                    | Zigzix                           | Kouichiro Yuzawa   | Wolfang Galindo                      |
| Yanagi Tenzen             | Yanagi Tenzen                    | Bummei Tobayama    | Santiago Munevar Rey                 |
| Jin Himuro                | Bolt Tanner                      | Taiten Kusunoki    | Harold Leal                          |
| Mukuro Enjo               | Hunter Pace                      | Naoki Yanagi       |                                      |
| Divine                    | Sayer                            | Matsukaze Masaya   | Didier Rojas                         |
| Bommer                    | Greiger                          | Keiji Hirai        | Omar Barrera                         |
| Carly Nagisa              | Carly Carmine                    | Li Mei Chan        | Valerie Bertagnini                   |
| Kiryu Kyosuke             | Kalin Kessler                    | Yūki Ono           |                                      |
| Demak                     | Devack                           | Kenji Nomura       |                                      |
| Rudger Goodwin            | Roman Goodwin                    | Tora Take          |                                      |

Distribuidor: Televix (Hispanoamérica)
Estudio de doblaje: Provideo Colombia

## Temas de apertura
Apertura para Hispanoamérica: por Didier Rojas Román
Apertura 1: "Kizuna"- ( 絆 - キズナ - )" por Kra (del episodio 1 al 26)
Apertura 2: "Last Train" - Brand New Morning -  (LAST TRAIN -新しい朝- Ruasuto Torainu -Atarashi Asa-?) por Knotlamp (del episodio 27 al 64)
Apertura 3: "Freedom" por La-vie (del episodio 65 al 103)
Apertura 4: "Believe in Nexus" por Masaaki Endou (del episodio 104 al 129)
Apertura 5: "Road to Tomorrow ~Going My Way!!~" por Masaaki Endou (a partir del episodio 130 al 154)

## Temas de cierre
Cierre 1: "START" por Masataka Nakagauchi (del episodio 1 al 26)
Cierre 2: "CROSS GAME" por Alice Nine (del episodio 27 al 64)
Cierre 3: "OZONE" por vistlip (del episodio 65 al 103)
Cierre 4: "CLOSE TO YOU" por Alvino (del episodio 104 al 129)
Cierre 5: "FUTURE COLORS" por Plastic Tree (a partir del episodio 130 al 154)

## Controversia
Actualmente la serie no ha sido terminada de doblar, ya que el último episodio doblado fue el 52; por razones desconocidas televix no ha ordenado terminar el doblaje de los demás episodios, causando que muchos fanes decepcionados recurran al manga para ver la continuación de la historia, esto es común en la franquicia de yugioh. ya que la primera versión faltaron algunos capítulos de una temporada y también en GX. 